# 崔賾
崔賾（？—？），字泰冲，一作太冲，小名周儿，清河郡东武城县（今河北省衡水市故城县）人，北魏御史中丞崔逞第七子，北魏官员。

## 生平
崔逞投奔北魏时，担心终究不能免祸，最终后裔断绝，就让夫人张氏与四个儿子留在冀州，前去归附南燕的慕容德，于是前往了广固。崔逞独自与小儿子崔賾前去平城。
崔賾以太子洗马为起家官，逐渐升任散骑常侍，获赐爵清河侯，之后魏太武帝拓跋焘听说宋文帝刘义隆任命崔賾的哥哥崔諲为冀州刺史，于是说：“刘义隆任用哥哥，我难道就没有冀州？”魏太武帝于是任命崔賾为平东将军、冀州刺史，又任命为大鸿胪。延和二年八月戊午（433年10月21日），魏太武帝诏令崔賾持节册拜杨难当为征南大将军、仪同三司、领护西羌校尉、秦二州牧、南秦王。崔賾奉命出使几次往返，发扬光大北魏朝廷的命令，魏太武帝称赞他。太延二年（436年）七月，魏太武帝派遣骠骑大将军、乐平王拓跋丕和尚书令刘絜等人统帅河西、高平各路军队讨伐杨难当的上邽，先派遣崔賾携带诏书在拓跋丕之前晓谕杨难当接受诏令。之后崔賾与方士韦文秀前往王屋山炼造金丹，没有成功。太平真君初年，崔賾去世，有五个儿子。

## 其他
崔賾与司徒东郡公崔浩、荥阳郡太守武城男崔模都是清河崔氏的族人但不属于同一支系，三人年纪相当，崔浩最大，其次是崔模，再次崔赜。崔模和崔赜互相亲近，来往如同家人。崔浩仗着自己家族世代为曹魏西晋的公卿，经常侮辱崔模和崔赜。崔模对人说：“桃简只可以欺负我，怎么可以轻视我家周儿！”崔浩小名桃简，崔赜小名周儿。魏太武帝拓跋焘很是听说过此事，所以诛杀崔浩时，崔模和崔赜家都得以幸免。

## 家庭

### 父母
- 崔逞，北魏御史中丞
- 张氏

### 兄弟姐妹
- 崔义
- 崔諲，刘宋青冀二州刺史
- 崔祎
- 崔严
- 崔氏，嫁齐州别驾、东海郡太守明俨

### 子女
- 崔秉
- 崔广，北魏平东将军、清河侯
- 崔轨，北魏太子中舍人、镇南司马
- 崔穆
- 崔叡
- 崔氏，嫁北魏使持节、散骑常侍、平西将军、秦州刺史、宣城文昭公李孝伯[20][21]
- 崔氏，嫁北魏平东将军、青州刺史、固安惠侯卢度世[22]

## 延伸阅读
[在维基数据编辑]
 《北史·卷088》，出自李延壽《北史》